# Acinodendron leucocarpum
Acinodendron leucocarpum là một loài thực vật có hoa trong họ Mua. Loài này được (DC.) Kuntze mô tả khoa học đầu tiên năm 1891.